# Charles le Téméraire
Pour les articles homonymes, voir Charles et Téméraire.
Pour l’article homonyme, voir Anne de Geierstein, roman de Walter Scott, homonyme dans sa version française.
Charles de Bourgogne, dit Charles le Hardi ou Charles le Travaillant, plus connu sous son surnom posthume de Charles le Téméraire, né le 10 novembre 1433, à Dijon et mort le 5 janvier 1477 près de Nancy, est, après Philippe le Hardi, Jean sans Peur et Philippe le Bon, le quatrième et dernier duc de Bourgogne de la maison de Valois, seigneur et maître d'un ensemble de provinces connu aujourd'hui sous le nom d'État bourguignon.
Après s'être illustré, en 1465, lors de la Ligue du Bien public, une coalition formée contre le roi de France, Louis XI, Charles le Téméraire monte sur le trône de Bourgogne en 1467, à la mort de son père. Se considérant comme un souverain de plein droit, son règne est marqué par un affrontement constant avec son cousin Louis XI, qui revendique la suzeraineté sur une partie de ses terres, censée relever du royaume de France. Dans le même temps, il se rapproche de l'empereur germanique Frédéric III et du roi d'Angleterre Édouard IV d'York, dont il épouse la sœur. Comme son père avant lui, il est l'un des princes les plus puissants de la chrétienté, grâce notamment à la richesse de ses territoires et au prestige de sa cour.
Après avoir cherché, en vain, à obtenir le titre de « roi des Romains », il s'attelle à la réforme administrative de son État, qu'il consolide en tentant d'en faire une entité géographique et politique continue, par la réunion de ses possessions septentrionales et méridionales (ce qu'il fait par l'acquisition de la Haute-Alsace puis l'annexion de la Lorraine), afin de les ériger à terme en un royaume indépendant, ressuscitant l'ancienne Lotharingie.
Ses ambitions démesurées se heurtent à de nombreuses oppositions en Europe. À la fin de son règne, les guerres de Bourgogne le confrontent aux Confédérés suisses, aux Lorrains et aux Strasbourgeois. Cette coalition, financièrement soutenue par Louis XI, finit par avoir raison de lui à la bataille de Nancy du 5 janvier 1477, lors de laquelle il est tué.
Il laisse derrière lui une fille unique, Marie, qui, afin de faire face aux prétentions du roi de France, épouse l'archiduc Maximilien d'Autriche, première étape de la rivalité centenaire entre la France et les Habsbourg.

## Biographie

### Enfance

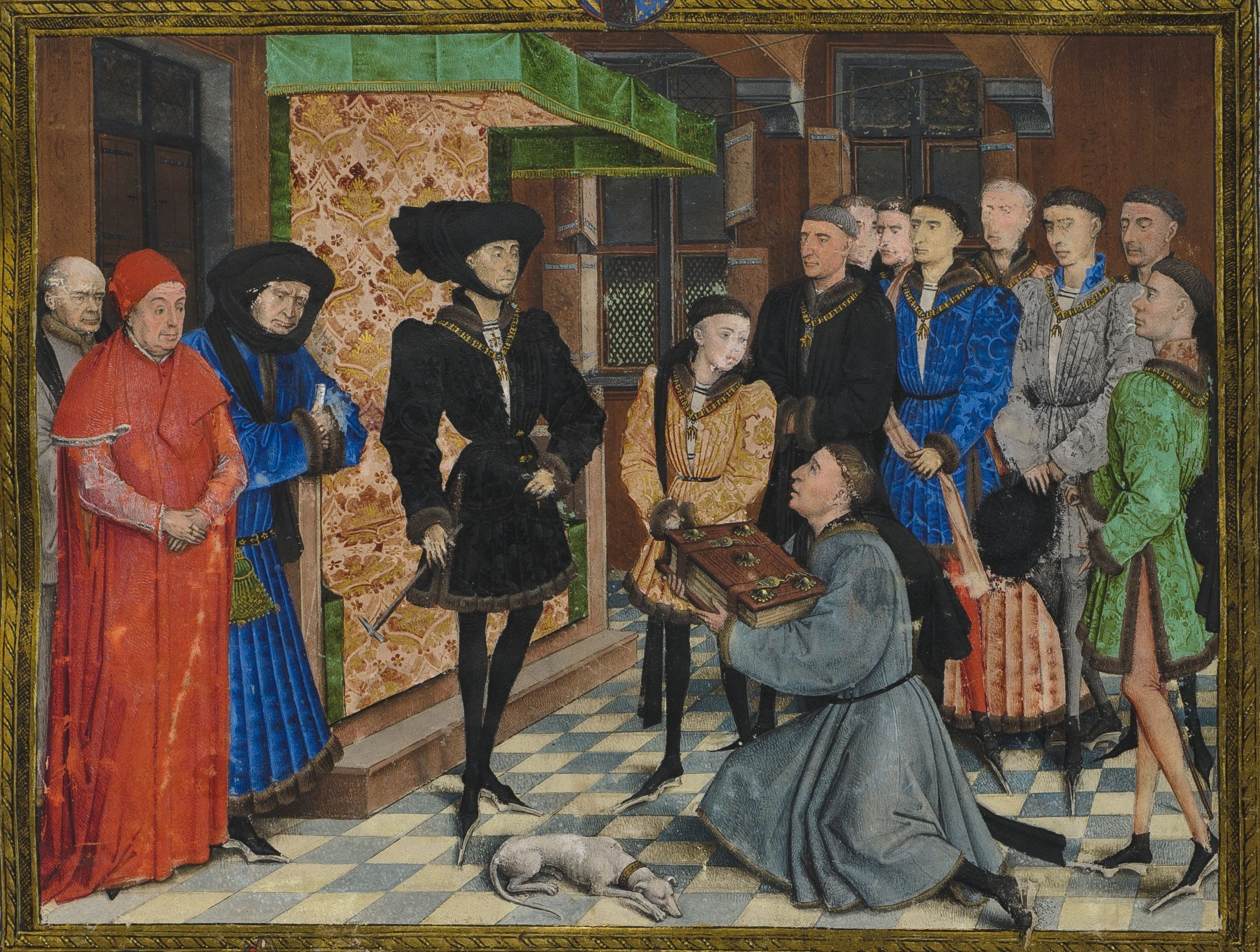
Charles enfant aux côtés de son père, le duc Philippe le Bon. Frontispice par Rogier van der Weyden des Chroniques de Hainaut, vers 1447-1448 (Bibliothèque royale de Belgique).

Né le 10 ou le 11 novembre 1433 au palais des ducs de Bourgogne de Dijon, Charles est le troisième fils, devenu aîné après les décès en bas âge des deux premiers, Antoine et Josse, du duc Philippe III de Bourgogne (Philippe le Bon) (1396-1467) et de sa troisième épouse Isabelle de Portugal (1397-1471), fille du roi Jean Ier de Portugal.
Charles reçut le titre de comte de Charolais qui, sous les ducs Valois de Bourgogne, était réservé à l'héritier des États bourguignons,.
À l'âge de trois semaines, son père l'institua chevalier de la Toison d'or lors du troisième chapitre de l'ordre qui se tint à Dijon le 30 novembre, jour de la Saint-André, patron de la Bourgogne. Dès sa première année, il eut sa propre maison que dirigeait sa gouvernante, Madame de Villers La Faye.
Charles est élevé aux Pays-Bas bourguignons, un ensemble de provinces formant la partie septentrionale de l'État bourguignon et correspondant aux pays modernes de Belgique et des Pays-Bas (ainsi qu'au Nord-Pas-de-Calais français).
Les éducateurs de Charles, alors comte de Charolais, sont Jean IV d'Auxy, ancien soldat de la Guerre de Cent Ans, qui lui apprend l'art de la guerre et Antoine Haneron (nl) qui est choisi comme maître d'école, et lui apprend la gestion du pouvoir, à parler l’anglais ainsi que quelques mots d'italien et de portugais.
 Il grandit avec ses cousins et cousines, enfants de sa tante Marie de Bourgogne (morte en 1463), épouse du duc Adolphe de Clèves :
- Jean Ier, duc de Clèves ;
- Catherine, qui épousera le duc Arnold de Gueldre.

### Premiers pas en politique
En 1452, alors qu'il n'a que dix-neuf ans et n'est encore que comte de Charolais, il réprime avec brutalité le soulèvement des Flamands lors de la rébellion de Gand dans les Pays-Bas bourguignons et se trouve au combat de Rupelmonde, et à la bataille de Gavere. Un grand tournoi de chevalerie est organisé à Bruxelles.
Quelques années plus tard, en septembre 1456, se produit un événement qui aura à terme des conséquences funestes pour Charles comme pour l'État bourguignon : le dauphin de France et futur Louis XI, fuyant la vindicte paternelle, cherche refuge en terre bourguignonne. Son cousin Philippe le Bon, à qui il demande asile à Bruxelles, lui alloue une pension annuelle de 48 000 livres. Il se voit aussi attribuer une résidence au château de Genappe au sud de Bruxelles en Brabant wallon.
Le dauphin Louis y demeura jusqu'à la mort de Charles VII (22 juillet 1461). Durant ces presque cinq années, Genappe devient « le siège d'une puissance européenne, ». Le dauphin en exil observe les intrigues de la cour bourguignonne, sonde les esprits de ceux qui la composent, s'emploie à séduire ceux qui pourront lui être utiles, note discrètement les forces et faiblesses d'un État encore fragile.

### Succès initiaux

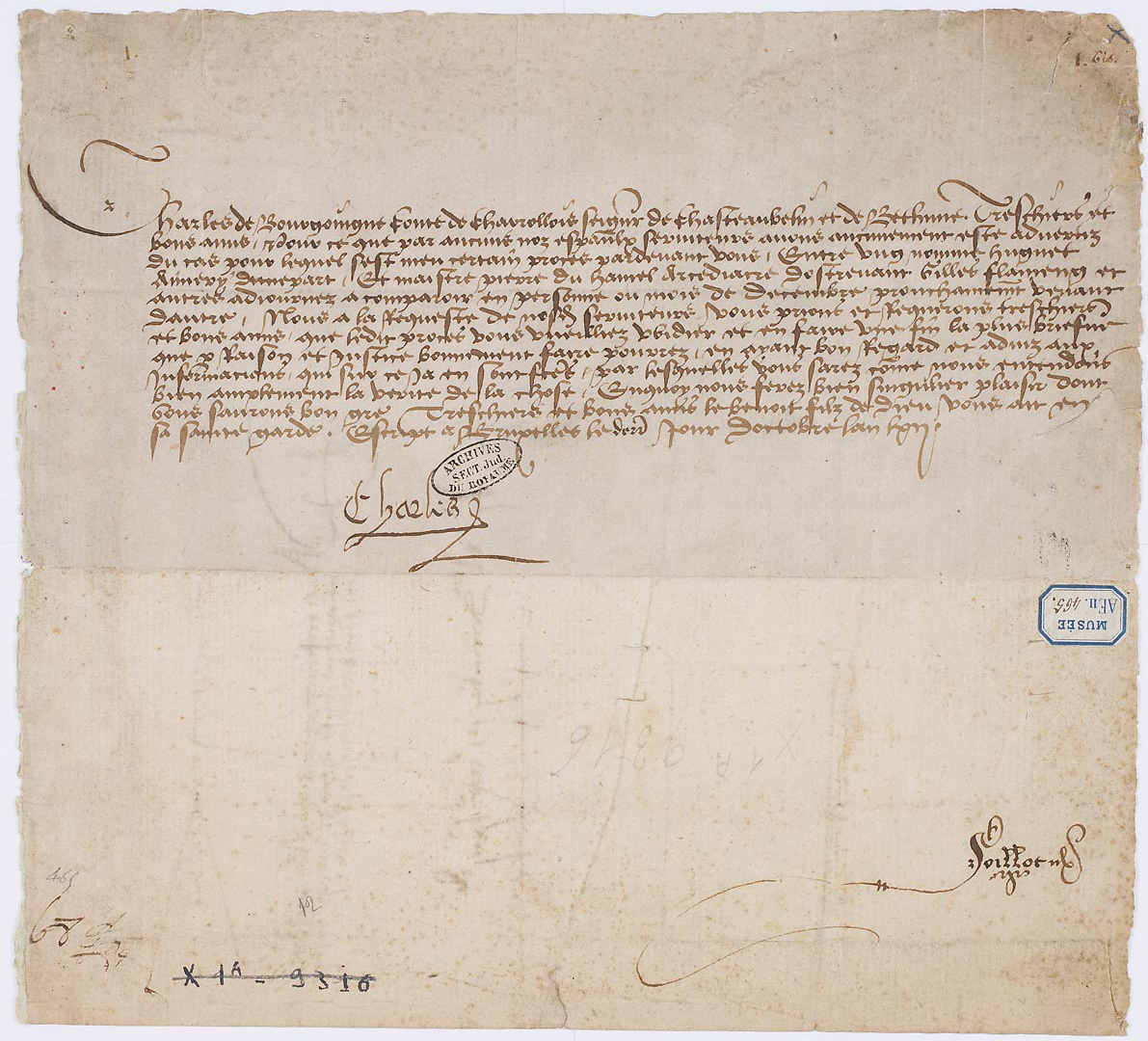
Lettre de Charles de Bourgogne, comte de Charolais, seigneur de Châteaubelin et de Béthune, aux gens du Parlement de Paris, pour leur demander de juger le plus vite possible le procès entre Huguet Aimery et Pierre du Hamel, archidiacre d'Ostrevant, datée du 30 octobre 1462 (Archives nationales de France).

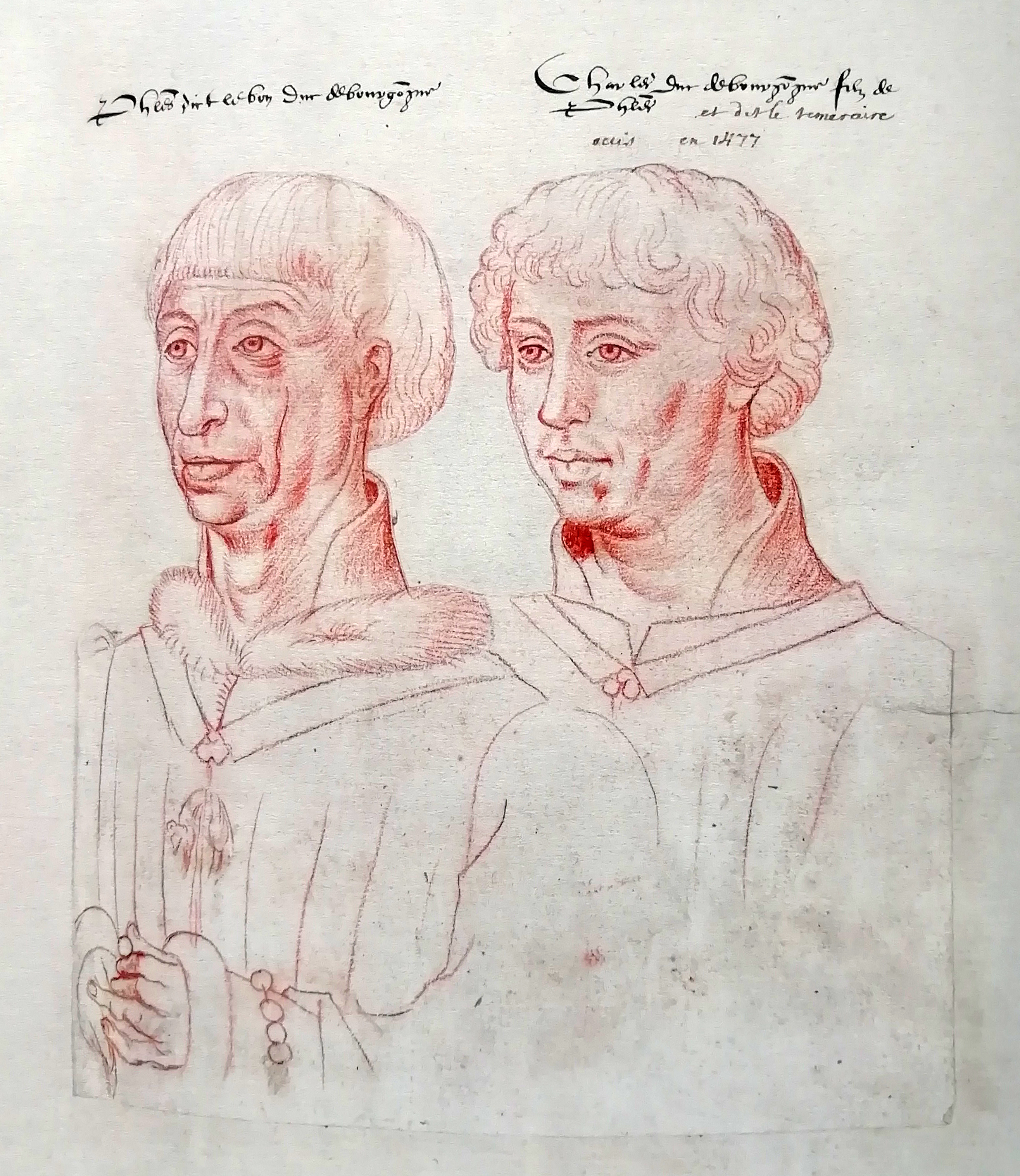
Le duc Philippe le Bon et son fils Charles (Recueil d'Arras, Arras, Bibliothèque Municipale, ms. 266, 61).

Alors qu'un Philippe le Bon vieillissant règne sur les riches mais disparates fiefs (ou "pays") composant l'État bourguignon, son fils Charles prend la tête de la ligue du Bien public qui s'est formée contre Louis XI, d'une part parce que celui-ci voulait limiter l'indépendance de ses plus puissants vassaux (Bourgogne, Bretagne, Bourbon), et d'autre part pour revendiquer des terres (la Picardie pour le duc de Bourgogne) ou de l'argent (pour le roi René, duc d'Anjou).

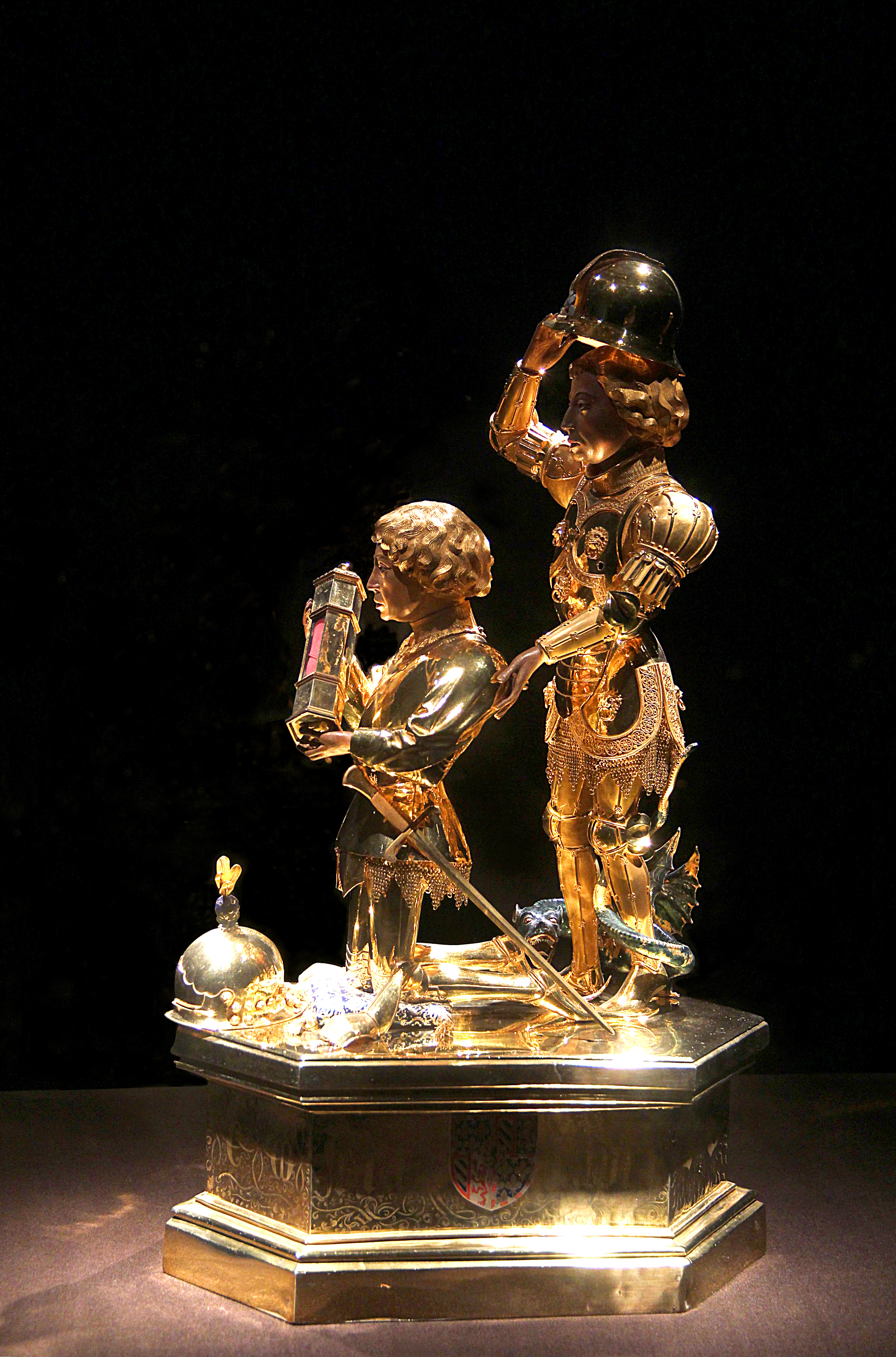
Reliquaire de Charles le Téméraire de Gérard Loyet (1467-1471).

Le 16 juillet 1465, la bataille de Montlhéry (entre l'armée commandée par Louis XI et l'armée bourguignonne du comte de Charolais) s'avère particulièrement désordonnée : tandis que le comte de Saint-Pol (avant-garde bourguignonne), qui, selon le plan initial, devait reculer en cas d'attaque de l'armée royale, refuse de le faire et se fait laminer par celle-ci, les cavaliers du comte du Maine (aile gauche de l'armée royale) s'enfuient tous ensemble juste avant le choc avec le corps d'armée personnellement commandé par Charles qui, se voyant déjà victorieux, se rue à leur poursuite si loin du champ de bataille qu'il ne participe plus vraiment à celle-ci, laquelle tourne à une mêlée confuse entre les troupes d'Antoine de Bourgogne (demi-frère de Charles) et celles du roi. Louis XI, un moment donné pour mort, rallie finalement ses troupes et fait reculer les Bourguignons… avant que le soir n'interrompe les combats.
Au lendemain de la journée, chaque camp revendique la victoire : Charles considère qu'il l'a emporté, car son armée reste maîtresse du champ de bataille ; de son côté, Louis XI, qui a jugé préférable de lever le camp pendant la nuit, ramène son armée à Paris sans encombre et s'y fait acclamer comme vainqueur.
Après Montlhéry, le comte de Charolais devient, selon Commynes, si persuadé que sa "victoire" est due à son intelligence tactique, qu'il refuse par la suite tout conseil. Trois jours après la bataille, l'armée bretonne fait enfin sa jonction avec celle du Bourguignon ; d'autres princes ligueurs (dont le duc de Lorraine) les rejoignent ; un mois plus tard, ils assiègent Paris. Mais au bout de quelques semaines, le manque de vivres du côté de la ligue et la prise de la Normandie par le duc de Bourbon pour le compte de Louis XI contraignent les deux parties à signer le traité de Conflans le 5 octobre 1465, par lequel le duc de Bourgogne récupère les villes de la Somme, notamment Amiens, Abbeville, Guînes et Saint-Quentin, mais aussi le comté de Boulogne, tandis que la Normandie est officiellement cédée par Louis XI en apanage à son frère cadet, Charles, duc de Berry (qui faisait partie des ligueurs).
Le 25 août 1466, Charles prend d'assaut et brûle Dinant, en bord de Meuse, en révolte contre le protectorat bourguignon. Il espère ainsi étouffer les velléités d'indépendance de la principauté de Liège, une terre d'Église dont le contrôle est indispensable à l'unification des Pays-Bas bourguignons mais qui conteste l'autorité de celui que Philippe le Bon a placé sur le trône épiscopal : le prince-évêque Louis de Bourbon, son neveu. Les Liégeois semblent entendre la leçon dinantaise puisque, dès le 10 septembre 1466, ils reconnaissent par le traité d'Oleye le duc de Bourgogne comme « avoué héréditaire de Liège », c'est-à-dire comme le seigneur laïc chargé de défendre le temporel de l'évêché. Ainsi ce qui n'était qu'un protectorat devient, de fait, une véritable seigneurie bourguignonne étendue sur Liège et tous les territoires de la principauté.

### Maître de l'État bourguignon

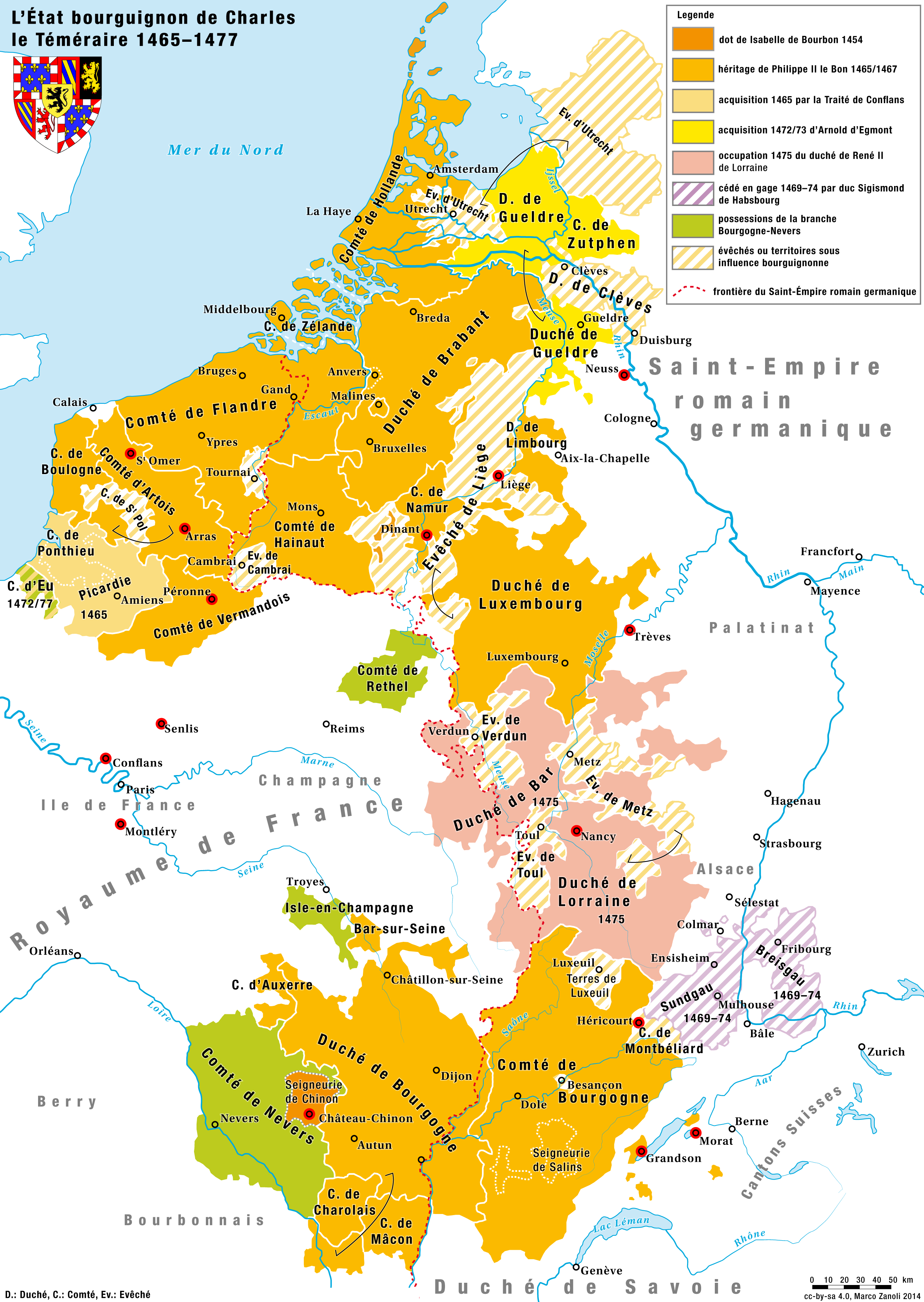
L'État bourguignon de Charles le Téméraire.

Philippe le Bon meurt le 15 juin 1467. Charles hérite du duché de Bourgogne, ainsi que de tous les titres et possessions de son père : duc de Brabant et de Lothier, de Limbourg, de Luxembourg, comte de Flandre, d'Artois, de Bourgogne palatine, de Hainaut, de Hollande, de Zélande, de Namur, marquis du Saint-Empire, seigneur de Frise. Il est premier, et même deux fois, pair de France (pour la Bourgogne et pour la Flandre), mais, en dehors de ses campagnes, il réside à Bruges, Bruxelles et Malines. Il appuie son pouvoir et ses prétentions par une puissante armée de métier, renforcée par des mercenaires issus de tous les pays d'Europe, peu fiables. Charles de Valois-Bourgogne continue la même politique que ses prédécesseurs : volonté d'indépendance souveraine de l'État bourguignon vis-à-vis du royaume de France et, pour contrer celui-ci, alliance avec le royaume d'Angleterre dans la guerre de Cent Ans. Son souhait le plus ardent est de joindre en un royaume d'un seul tenant ses terres des deux Bourgognes (ou « pays de par-delà ») et ses possessions du nord : Picardie, Artois, Boulonnais, Flandre et autres Pays-Bas bourguignons (ou « pays de par-deçà »), de recréer un royaume médian entre la France et l'Empire germanique.
Philippe le Bon n'est pas mort depuis trois mois que son fils se voit contraint de mater des émeutes à Malines en juillet-août, puis une révolte des Liégeois. Il les écrase à la bataille de Brustem près de Saint-Trond le 28 octobre 1467.
En octobre 1468, craignant une résurrection de la ligue du Bien Public et le débarquement d'une armée anglaise pour la soutenir, Louis XI vient à Péronne, alors lieu de résidence du duc, discuter d'un accord de paix. En échange de celle-ci, Charles de Bourgogne souhaite, lui, obtenir une confirmation de la ligne de la Somme et une juridiction souveraine sur ses fiefs français. Alors que les négociations ne sont pas loin d'aboutir, Charles apprend avec colère que Liège, semble-t-il encouragée par des émissaires français, s'est à nouveau révoltée. Il ferme alors les portes du château et celles de la ville de Péronne et Louis XI, captif de fait et craignant pour sa vie, accepte de signer le traité aux conditions bourguignonnes et d'accompagner Charles dans l'expédition punitive que celui-ci lance aussitôt contre la ville révoltée.
Malgré l'attaque surprise des six cents Franchimontois et à la suite de celle-ci, Charles prend Liège sans coup férir le 30 octobre 1468 et — en présence de Louis XI, probable instigateur de la révolte — la livre au pillage et au feu, avant de la faire raser (dans le but de sceller ainsi en un seul bloc l'ensemble des « pays de par-deçà »). Cette mise à sac soulève, de la Hollande à l'Alsace, la réprobation des villes rhénanes.

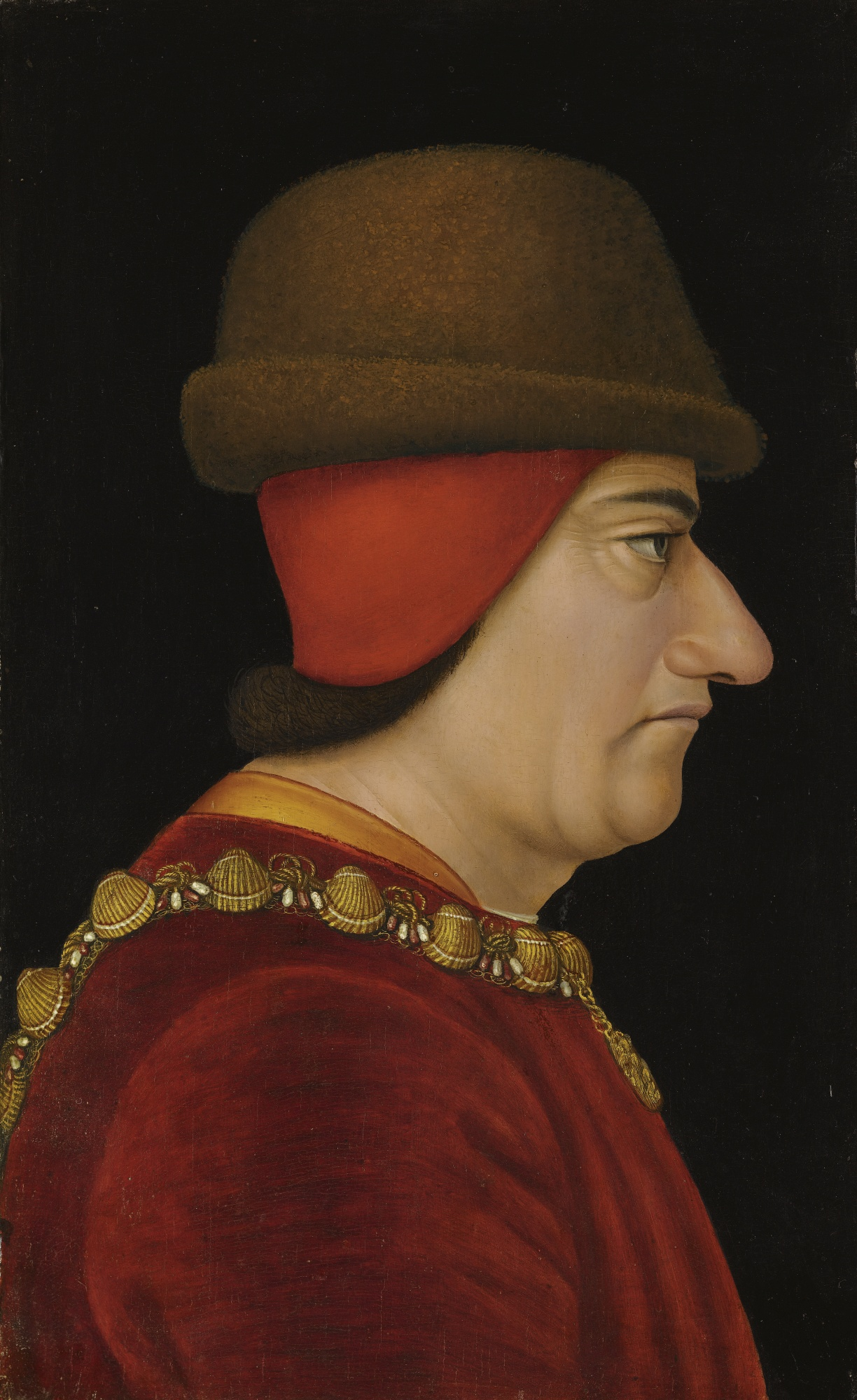
Louis XI, roi de France. Portrait anonyme (XVe siècle), Brooklyn Museum, New York.

En mai 1469, au traité de Saint-Omer, l'impécunieux duc d'Autriche Sigismond de Habsbourg cède en gage au duc de Bourgogne, pour 50 000 florins du Rhin, ses domaines de Haute-Alsace, du pays de Brisgau et du margraviat de Bade (plus précisément : le landgraviat d'Alsace, le comté de Ferrette, les quatre Waldstetten ou « villes forestières », le comté de Hauenstein (de) et la ville de Brisach).

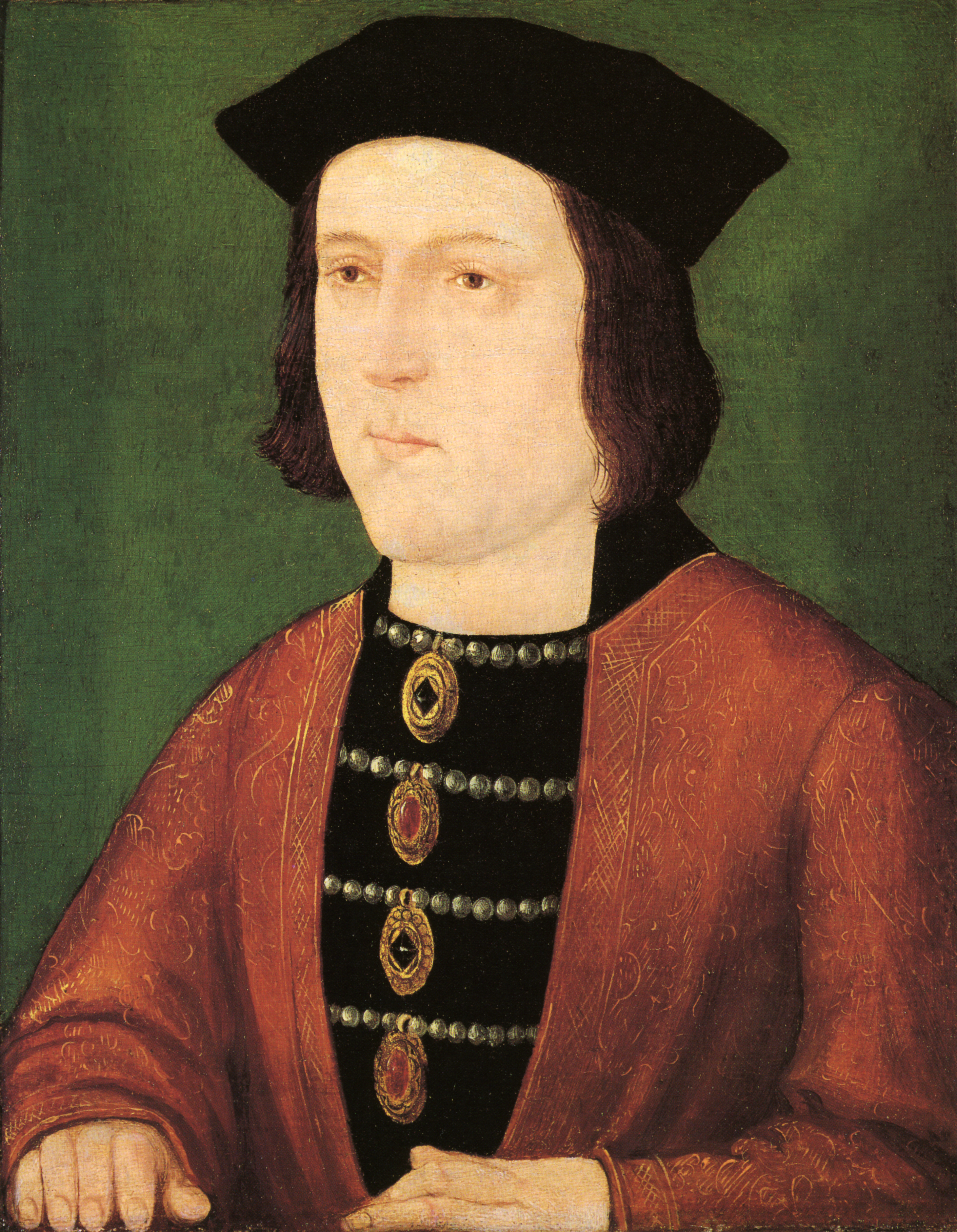
Édouard IV d'Angleterre, roi d'Angleterre. Portrait anonyme.

À partir de fin octobre 1469, c’est-à-dire un an après la paix jurée au traité de Péronne le 14 octobre 1468, les deux signataires de celui-ci se livrent un duel politique à mort : le règne du Téméraire n'est plus qu'une suite presque ininterrompue de guerres contre le roi de France, et ses alliés, soudoyés par le roi de France. Pour résister à Louis XI, Charles cherche à s'allier tantôt à l'empereur germanique Frédéric III de Habsbourg, tantôt à Édouard IV d'Angleterre.
En novembre 1471, conformément à la « clause de non-respect » incluse dans le traité de Péronne (que Louis XI a, de son côté, fait annuler un an plus tôt), Charles le Téméraire se déclare affranchi de la suzeraineté du roi de France. Se considérant comme un souverain de droit divin et œuvrant de toutes ses forces pour transformer ses possessions disparates en un État unifié et centralisé, il représente dès lors un défi permanent pour le roi de France. De cette volonté de ne plus être le vassal, même théorique, de celui-ci ou de l'Empereur romain germanique, témoigne (entre autres) le fait que Charles se fit confectionner un diadème en or, orné de saphirs, de rubis balais et surmonté d'une forme de velours jaune brodée de perles, avec à son sommet un énorme rubis enchâssé dans un ornement d'or,.
Mais son souci obsessionnel de constituer à tout prix (aux dépens de ses voisins allemands, lorrains et autrichiens) le grand royaume rhénan dont il rêve va lui aliéner la sympathie et le soutien de l'empereur germanique Frédéric III et du roi d'Angleterre Édouard IV, en même temps que dilapider ses ressources et celles de ses États. Ceux-ci, d'ailleurs, rechignent de plus en plus à financer son effort de guerre. Si les bourgeois (riches marchands ou simples artisans) des grandes villes de Flandre et des autres provinces des Pays-Bas bourguignons cessent de le soutenir, ou le soutiennent de moins en moins, c'est que Charles de Bourgogne, tout pétri qu'il est de chevalerie, n'a aucune considération pour eux et qu'il se refuse à admettre le pouvoir grandissant de ces démocrates avant la lettre qui résistent à ses vues. Cette politique le conduira à sa perte.

### Montée des périls

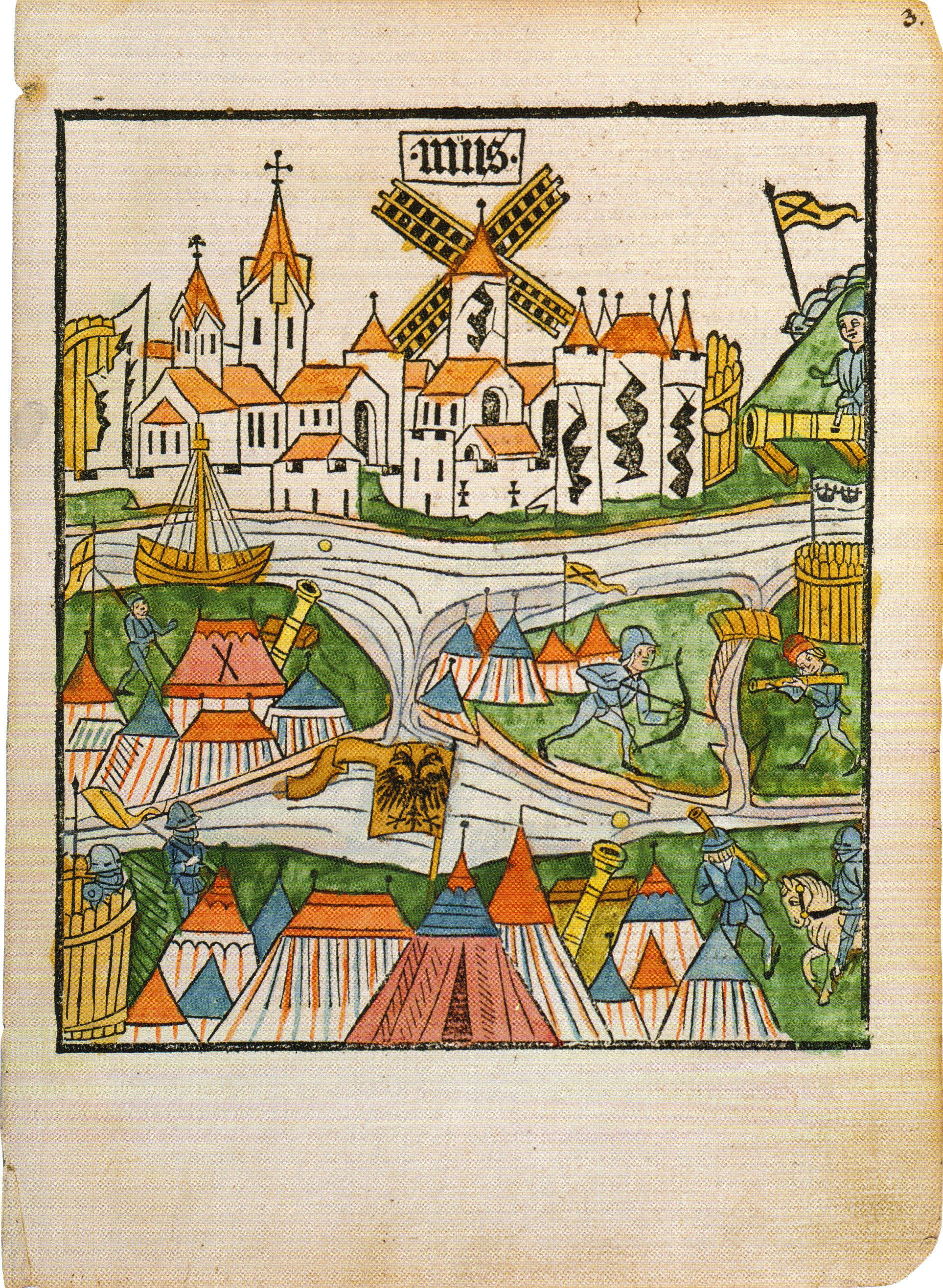
Le demi-échec du Téméraire devant Neuss redore un temps le blason de Frédéric III.

Dans les années 1470, Charles essuie une série de revers où l'on sent l'influence de Louis XI qui, par tous les moyens possibles, inspire, aide et finance les ennemis du duc de Bourgogne.
En 1472, pendant l'été, Charles lance une opération militaire durant laquelle il massacre la population de Nesle mais échoue à prendre Beauvais, vaillamment défendue par ses habitants dont Jeanne Hachette, tout en ravageant le Santerre, le Beauvaisis, le Vimeu et le pays de Caux.
En 1473, lors de la conférence de Trèves entre le 30 septembre et le 25 novembre, l'empereur Frédéric III du Saint-Empire refuse d'aider Charles le Téméraire à se faire élire « roi des Romains » pour en faire son successeur. Il accepte cependant d'ériger en un royaume de Bourgogne indépendant ses possessions en terre d'empire. L'empereur avait accepté également de faire entrer dans la souveraineté de ce royaume de Bourgogne le duché de Lorraine, le duché de Savoie (qui incluait alors le Piémont, la Bresse, le Bugey, l'ouest de l'actuelle Suisse, avec Genève et Lausanne), le duché de Clèves, les évêchés d'Utrecht, Liège, Toul et Verdun,,. La duchesse de Savoie (Yolande de France) ainsi que le duc de Clèves et les six évêques seraient devenus les vassaux du roi de Bourgogne. Charles exigea également la souveraineté de la Bourgogne sur les cantons suisses. Cependant, l'empereur rompt les pourparlers la veille même du couronnement et s'enfuit nuitamment à cheval puis en barque sur la Moselle avec son fils Maximilien qui, dans le cadre de l'accord, devait épouser Marie de Bourgogne.
En juin 1475, Charles renonce au siège de Neuss — entrepris dans le but d'assurer un protectorat bourguignon sur l'électorat de Cologne et toute la partie basse de la vallée du Rhin — sans succès concluant et avec une armée très affaiblie par dix mois d'un siège éprouvant et vain.
En juillet 1475, réunies à Bruges, les provinces constitutives des Pays-Bas bourguignons refusent une nouvelle aide financière à leur souverain.
En août 1475, Édouard IV d'Angleterre accepte les offres de paix de Louis XI et, pour cinq cent mille écus versés par celui-ci, signe le traité de Picquigny, à la suite de quoi il réembarque pour l'Angleterre avec son armée (débarquée à Calais deux mois plus tôt pour joindre ses forces à l'armée bourguignonne, laquelle fit alors inexcusablement défaut). Charles, qui avait tenté en 1474 de rallumer la guerre de Cent Ans, en s'alliant formellement avec son beau-frère le roi d'Angleterre et en le convainquant de réenvahir la France, perd ainsi son dernier allié de poids.

### Annexion de la Gueldre et de la Lorraine

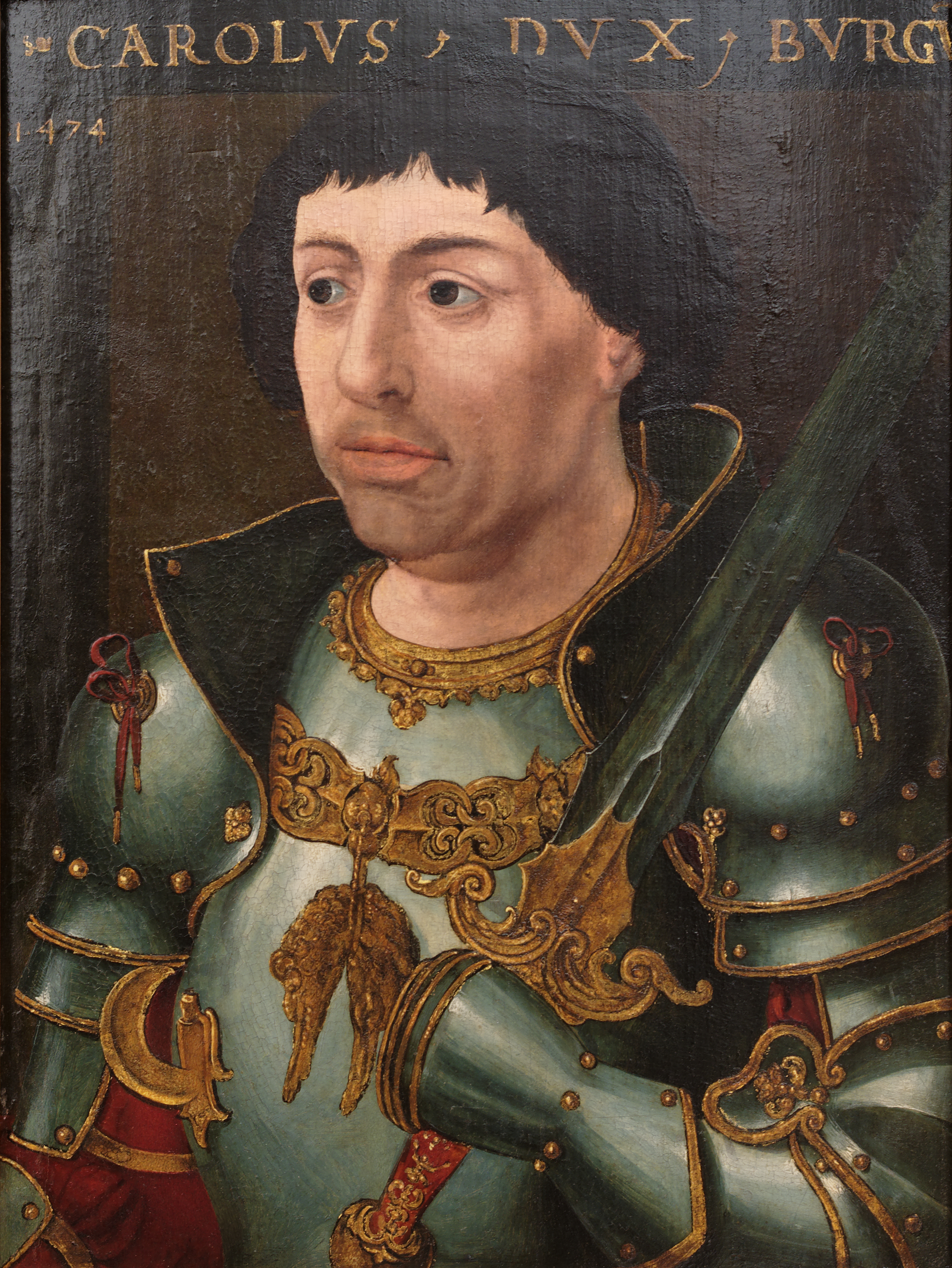
Portrait de Charles le Téméraire, musée des beaux-arts de Dijon. Le panneau porte la date de 1474, année où, accompagnant à la chartreuse de Champmol les corps de ses parents défunts, Charles le Téméraire fit à Dijon sa « Joyeuse Entrée », vêtu d'une armure splendide. Sa visite fut marquée par de grandes festivités, et le duc prononça des discours où il manifestait sa volonté de devenir roi.

En dépit de ces revers, Charles de Bourgogne persiste à saisir toute opportunité d'expansion territoriale de ses États. Ainsi, en juillet et août 1473, il s'empare du duché de Gueldre, situé de part et d'autre du Bas-Rhin, agrandissant ainsi les Pays-Bas bourguignons.
Mais son objectif premier reste, bien sûr, de réunir en un tout géographique et politique les deux morceaux (d'une part les Bourgognes, d'autre part les Pays-Bas bourguignons) constitutifs de ses États. C'est sans doute pourquoi, durant l'été 1475, il détourne l'armée qu'il prévoyait d'utiliser, de concert avec celle nouvellement débarquée d'Édouard IV d'Angleterre, contre le roi de France et s'en sert plutôt pour conquérir la Lorraine, après que Louis XI lui a habilement (au traité de Soleuvre, le 13 septembre 1475) laissé les mains libres à ce sujet.
Après un siège d'un mois, Charles entre en vainqueur dans Nancy le 30 novembre 1475.
Le 18 décembre, il annonce aux Lorrains qu'il fera de cette ville sa capitale, laissant entendre qu'elle sera celle de son royaume,. Concernant la conquête de la Lorraine, bien que niant les droits du prince légitime de celle-ci, Charles n'ajouta pas à sa titulature le titre de duc de Lorraine, alors qu'il avait pris celui de duc de Gueldre après l'annexion de ce duché. Probablement, considérait-il que celui de duc de Lothier, adopté par son père après la prise en main du Brabant, rendait compte de sa conquête, car les deux termes de Lothier et Lorraine procèdent tous deux de Lotharingie, le premier désignant la Basse-Lotharingie, le second désignant la Haute-Lotharingie.
La ligue de ses ennemis — essentiellement, la Basse-Union de quatre villes d'Empire de la région du Haut-Rhin : Strasbourg, Bâle, Colmar et Sélestat, Sigismond d'Autriche, Berne (sous la direction de Niklaus von Diesbach) et les autres Confédérés suisses, enfin, sinon agençant, du moins confortant l'ensemble, Louis XI — scellée par le traité de Constance (en) (mars-avril et juin 1474), ne lui laissera pas le temps de concrétiser le rêve d'être enfin à la tête d'un royaume.

### Révoltes contre la domination bourguignonne
L'Alsace s'est soulevée contre Charles notamment à cause de la mauvaise gestion de son bailli, Pierre von Hagenbach, et aussi de son refus de la revendre à l'archiduc Sigismond d'Autriche pour un prix pourtant supérieur à ce qu'il la lui avait achetée. La mauvaise gestion de Pierre von Hagenbach inclut des abus de pouvoir, des extorsions de fonds, des actes de violence envers la population locale et l'ignorance des coutumes et des droits traditionnels de l'Alsace, provoquant ainsi le mécontentement et le soulèvement contre Charles le Téméraire. C'est ainsi que commence en automne 1474 ce qu'on connaît sous le nom des guerres de Bourgogne.
Berne, Lucerne et les autres membres de la Confédération des cantons suisses, encouragés et financés par Louis XI, déclarent la guerre au duc de Bourgogne le 25 octobre 1474, puis à son allié Jacques de Savoie (comte de Romont, baron de Vaud et beau-frère de Yolande de France, duchesse-régente de Savoie) le 14 octobre 1475.
Les Confédérés suisses enlèvent d'abord quelques villes et places fortes (Cerlier en Savoie, Héricourt et Pontarlier en comté de Bourgogne), puis ils envahissent tout le pays de Vaud. L'une après l'autre, Grandson, Orbe, Blamont, Morat, Estavayer, Yverdon tombent entre leurs mains affaiblissant ainsi le contrôle et l'influence de la Bourgogne dans la région.

### Double défaite contre les Suisses

Drapeau militaire de l’État bourguignon lors de la bataille de Grandson

Charles, pour répondre à l'appel de ses alliés et de ses vassaux, décide d'en finir avec les Confédérés et part en guerre contre eux. Il quitte Nancy le 11 janvier 1476 mais, trop sûr de son fait, il commet la double erreur de sous-estimer la valeur guerrière des Suisses et l'effet néfaste des retards de paiement sur l'humeur des mercenaires italiens qui composent une bonne partie de ses forces. Il est battu par les confédérés d'abord à Grandson, le 2 mars de la même année, où ses troupes se débandent, puis surtout à Morat, le 22 juin suivant, où son armée est taillée en pièces.
Alors installé à Lyon, Louis XI y savoure la déroute bourguignonne, laquelle ne lui a coûté aucun homme de ses propres troupes mais beaucoup d'argent : selon le chroniqueur Philippe de Commynes, Louis a, en tout, versé près d'un million de florins du Rhin aux Cantons suisses ; pour apprécier l'importance de la somme, il faut la rapporter aux 50 000 florins pour lesquels Charles le Téméraire obtint la cession de la Haute-Alsace et du Brisgau.

La France en 1477.
Possessions de Charles le Téméraire
Possessions des Bourgogne-Nevers (Jean de Bourgogne)
Domaine royal (Louis XI)

### Écroulement final

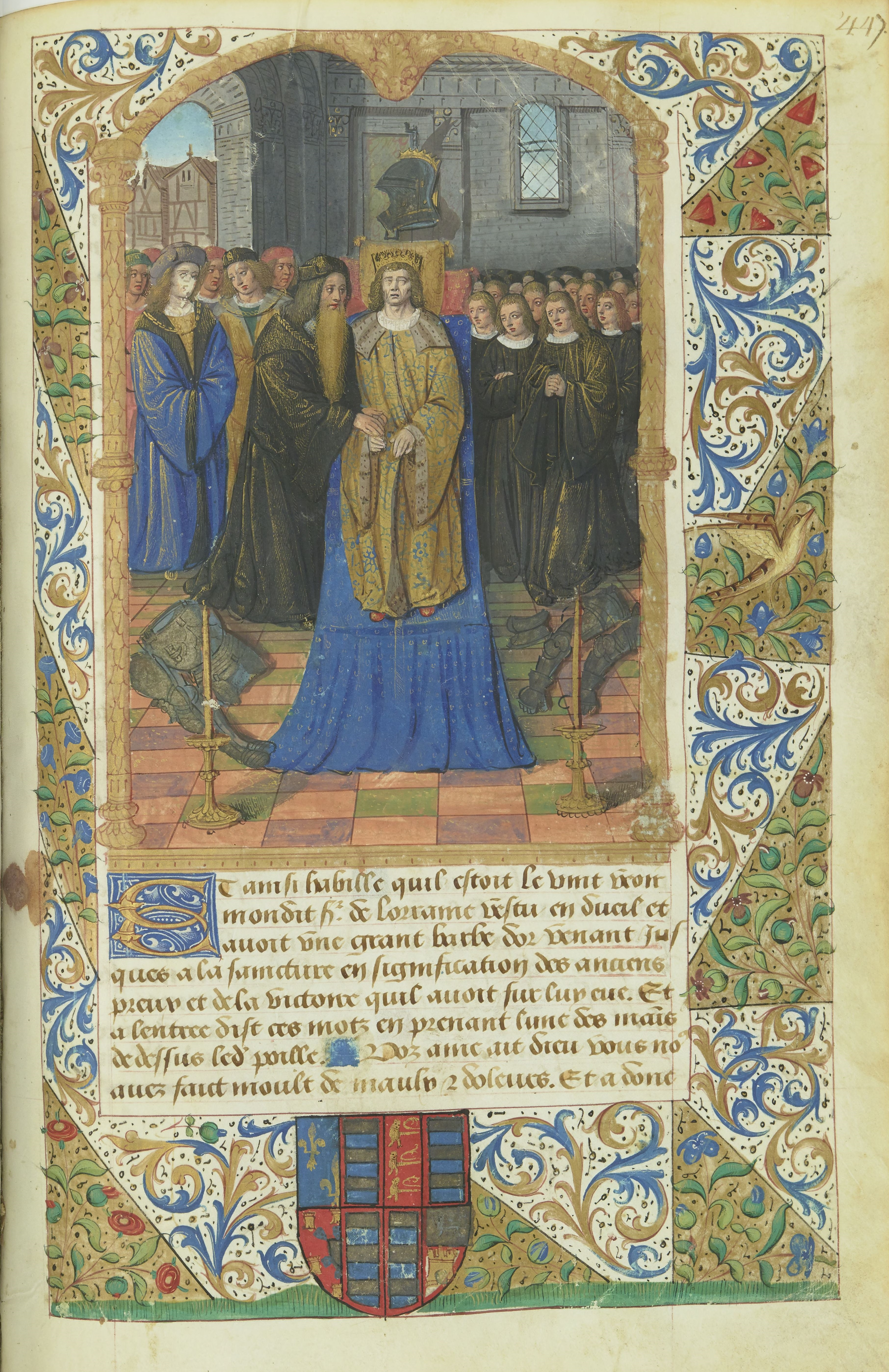
Le duc René II de Lorraine devant la dépouille de Charles le Téméraire.
Maître de la Chronique scandaleuse, Interpolation de la Chronique de de Jean de Roye (dite Chronique scandaleuse), Paris, BnF, début du XVIe siècle.

En octobre 1476, avec une armée reconstituée vaille que vaille, Charles le Téméraire qui veut sauver le trait d'union lorrain entre les Bourgognes et ses États du nord, remet le siège devant Nancy, ville qui avait été reprise entre-temps par le duc René II de Lorraine. Là, refusant de se replier en son duché de Luxembourg, il trouve la mort le 5 janvier 1477 lors de la bataille qui s'est déroulée au sud de la ville.
Pendant cette bataille, l'écrasante supériorité numérique de la coalition des troupes lorraines et suisses est accentuée par la trahison d'un des lieutenants du Téméraire, Nicolas de Montfort, alias le comte de Campobasso, qui vient de passer à l'ennemi avec ses lances et ses mercenaires. Aussi l'armée bourguignonne est-elle rapidement submergée. Ce qu'il en reste se replie vers le pont de Bouxières-aux-Dames qui devrait lui permettre de fuir vers Metz. Mais Nicolas de Montfort y attend sa vengeance. Croyant que les cavaliers de ce dernier sont restés fidèles à la cause bourguignonne et qu'ils sont là pour leur assurer le libre passage du pont, les Bourguignons se précipitent, confiants, mais Nicolas de Montfort massacre les fuyards et les Suisses qui les poursuivent font de même. En outre, une sortie de la garnison de Nancy achève l'éparpillement des troupes du Téméraire.
Deux jours après la bataille, le corps du duc Charles est retrouvé, nu, au bord d'un étang marécageux dit « étang Saint-Jean », à l'emplacement actuel de la place de la Croix de Bourgogne à Nancy : il a le crâne fendu jusqu'aux dents par un coup de hallebarde et une joue rongée par les loups. Nul ne peut dire avec certitude qui, dans la soldatesque anonyme, lui porta le coup fatal mais la tradition relate qu'un obscur soldat nommé Claude de Bauzémont se serait jeté sur lui sans le reconnaître ; Charles aurait crié « Sauvez le duc de Bourgogne ! », mais ce cri, compris comme « Vive le duc de Bourgogne ! » aurait entraîné la mise à mort immédiate de Charles par ce soldat. Une simple croix, au centre de cette place, a longtemps marqué l'endroit de sa mort (souvenir remplacé plus tard par un monument édifié à la mémoire du duc René II de Lorraine). Ramenée à Nancy, la dépouille mortelle du Téméraire est exposée sur un lit de parade dans la maison de Georges Marqueix, au no 30 de la Grande-Rue.
Ainsi finit le grand rêve néo-lotharingien : à trop vouloir, Charles a tout perdu.

## Tombeau

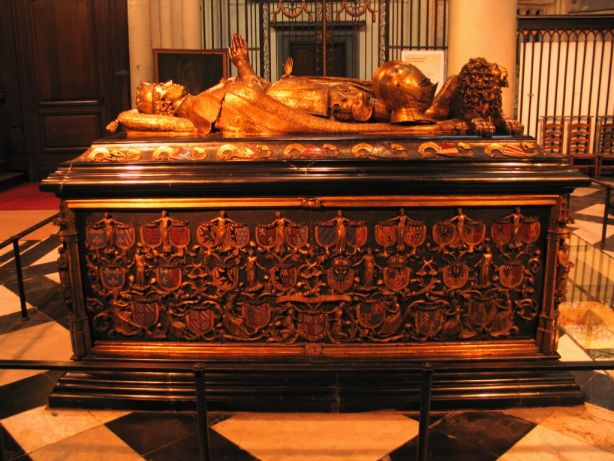
Tombeau du Téméraire en l'église Notre-Dame de Bruges.

Charles de Valois-Bourgogne fut, selon la volonté du duc René, inhumé dans la nécropole des ducs de Lorraine. Son corps fut déposé dans un cercueil de sapin, dans le sol de la chapelle Saint-Sébastien, de la collégiale Saint-Georges de Nancy (aujourd'hui disparue). Façon pour René de Lorraine de commémorer sa victoire, mais aussi d'empêcher que le corps du Téméraire ne rejoigne la nécropole familiale de Champmol, privant ainsi le duc de ses ancêtres et de la mémoire funéraire dynastique. Le traité de Middelburg (1501) prévoyait la restitution de son corps aux Bourguignons, et Christine de Danemark exécuta cette clause en 1550, à la demande de Charles Quint.
La dépouille fut transférée par Antoine de Beaulaincourt, roi d'armes de la Toison d'Or, à l'église Notre-Dame de Bruges, le 24 septembre 1550. Elle y repose depuis dans le tombeau que Philippe II, fils de Charles Quint, fit élever pour son trisaïeul en 1558. Le tombeau de Marie de Bourgogne, morte en 1482 cinq ans après son père, figure à son côté.

## Succession
À la mort de Charles, dernier duc de Valois-Bourgogne, le roi Louis XI, enfin débarrassé de son puissant rival — qui, de Péronne à Liège, l'avait en octobre 1468 tenu à merci pendant quelque trois semaines et que lui-même, pour se dégager du traité de Péronne, avait fait condamner pour félonie en décembre 1470 —, s'empare de la Picardie, du comté de Boulogne et surtout du duché de Bourgogne pendant la guerre de succession de Bourgogne, une annexion confirmée quelques années plus tard par un nouveau traité d'Arras, celui du 23 décembre 1482.
Entre-temps, Marguerite d'York, veuve de Charles le Téméraire et protectrice de la duchesse Marie de Bourgogne, pousse celle-ci (fille unique et héritière du Téméraire) à épouser le futur empereur germanique Maximilien Ier de Habsbourg (1459-1519). Célébré à Gand le 19 août 1477, le mariage fait définitivement perdre à la France les Pays-Bas bourguignons et, en fait, toute la partie septentrionale des États bourguignons (belge, luxembourgeoise, allemande ou « romain-germanique ») sur laquelle la couronne de France n'a aucun droit.
En 1493, Charles VIII ayant décidé de renoncer à Marguerite de Habsbourg, fille de Maximilien Ier de Habsbourg pour épouser Anne de Bretagne, l'empereur récupéra au traité de Senlis : la Flandre, l'Artois, la Franche-Comté et le Charolais.
L'héritage de Charles le Téméraire fut, pendant plusieurs générations, l'objet de nombreuses batailles entre rois de France et maison Habsbourg d'Autriche et d'Espagne. Il faudra attendre deux siècles pour que le comté de Bourgogne — dit « Franche-Comté », car terre d'empire — soit arraché aux Habsbourg d'Autriche et d'Espagne par Louis XIV au traité de Nimègue en 1678 et définitivement rattaché à la France.

## Personnalité

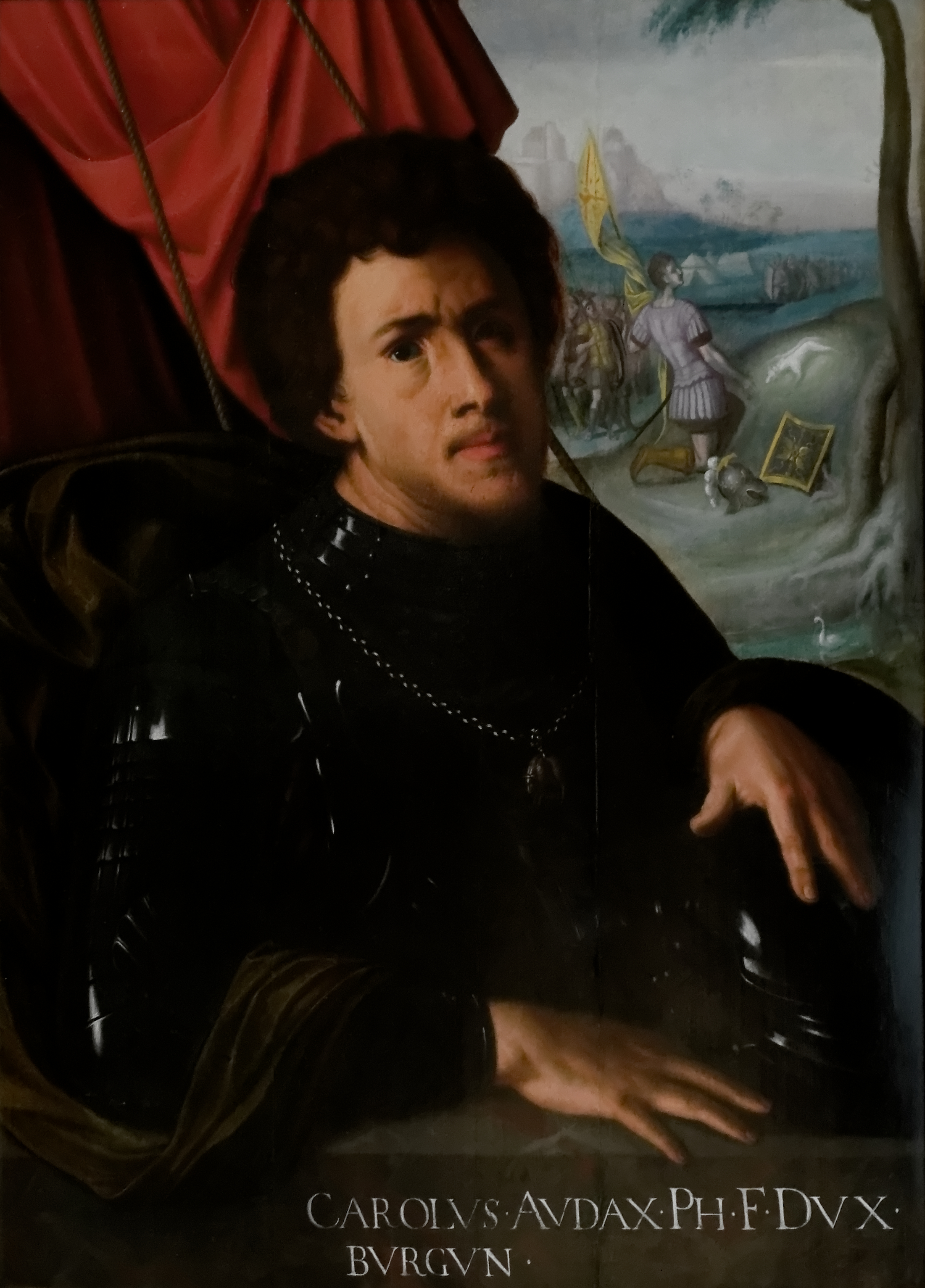
Charles le Téméraire en « saint guerrier », d'après Giovanni Dosso Dossi (XVIe siècle). En arrière-plan est figurée une allusion à l'épisode biblique du miracle de la rosée de Gédéon.

Selon le chroniqueur flamand Georges Chastelain, le jeune Charles de Bourgogne était pétri de qualités : droit, franc, pieux, généreux dans ses aumônes, fidèle à son épouse, familier et joyeux avec les siens, évitant toujours de faire la moindre injure à qui que ce fût. C'était de fait un homme d'un courage exceptionnel,. C'était aussi un homme très instruit, doté d'une très grande puissance de travail. Il jouait de la harpe et composait des chansons et des motets. Il fut le protecteur de l'École bourguignonne qui regroupa des compositeurs, lesquels constituèrent par la suite la fameuse école franco-flamande.
Néanmoins, d'autres traits de caractère se développèrent avec le temps. Il faisait preuve d'un caractère violent et impulsif. Il recourut volontiers à la force et à la guerre pour obtenir ce qu'il voulait mais il l'aimait pour elle-même. Pour Louis XI, la guerre n'était rien d'autre qu'une activité prosaïque dépourvue de valeur intrinsèque et destinée à servir des ambitions politiques et à laquelle il préférait d'ailleurs la diplomatie. Pour Charles, la guerre dépassait la mesure d'un mode de conquête pour revêtir un caractère presque sacré et qui s'enrichissait de tous les mythes collectés dans les traditions païennes ou chrétiennes : on connaît sa passion pour le plus grand des conquérants, Alexandre, son enthousiasme pour les Croisades et les combats singuliers. Pour Charles, le champ de bataille constituait l'espace privilégié de la prouesse individuelle par laquelle l'homme se transcendait et apprenait, au prix de la souffrance physique ou morale, la maîtrise de son corps et de son esprit. Philippe de Commynes assure que le duc de Bourgogne, à partir de 1472, donna des témoignages de férocité dont il n'avait pas été coutumier jusqu'alors.
De plus, devenu duc de Bourgogne, il perdit peu à peu le sens du réel et se laissa aller à un grand orgueil qui fut dénoncé par Thomas Basin : « Il lui prit un tel orgueil qu'il en vint à ne ménager, estimer ou craindre personne ».
De fait, son tempérament hardi et entreprenant transparaît dans sa devise : « Je l'ay emprins », c'est-à-dire : « Je l'ai entrepris ». Il adopta cette devise alors que son épouse, Isabelle de Bourbon, le suppliait de renoncer à ses projets martiaux lors de la guerre du Bien public,.

## Surnom

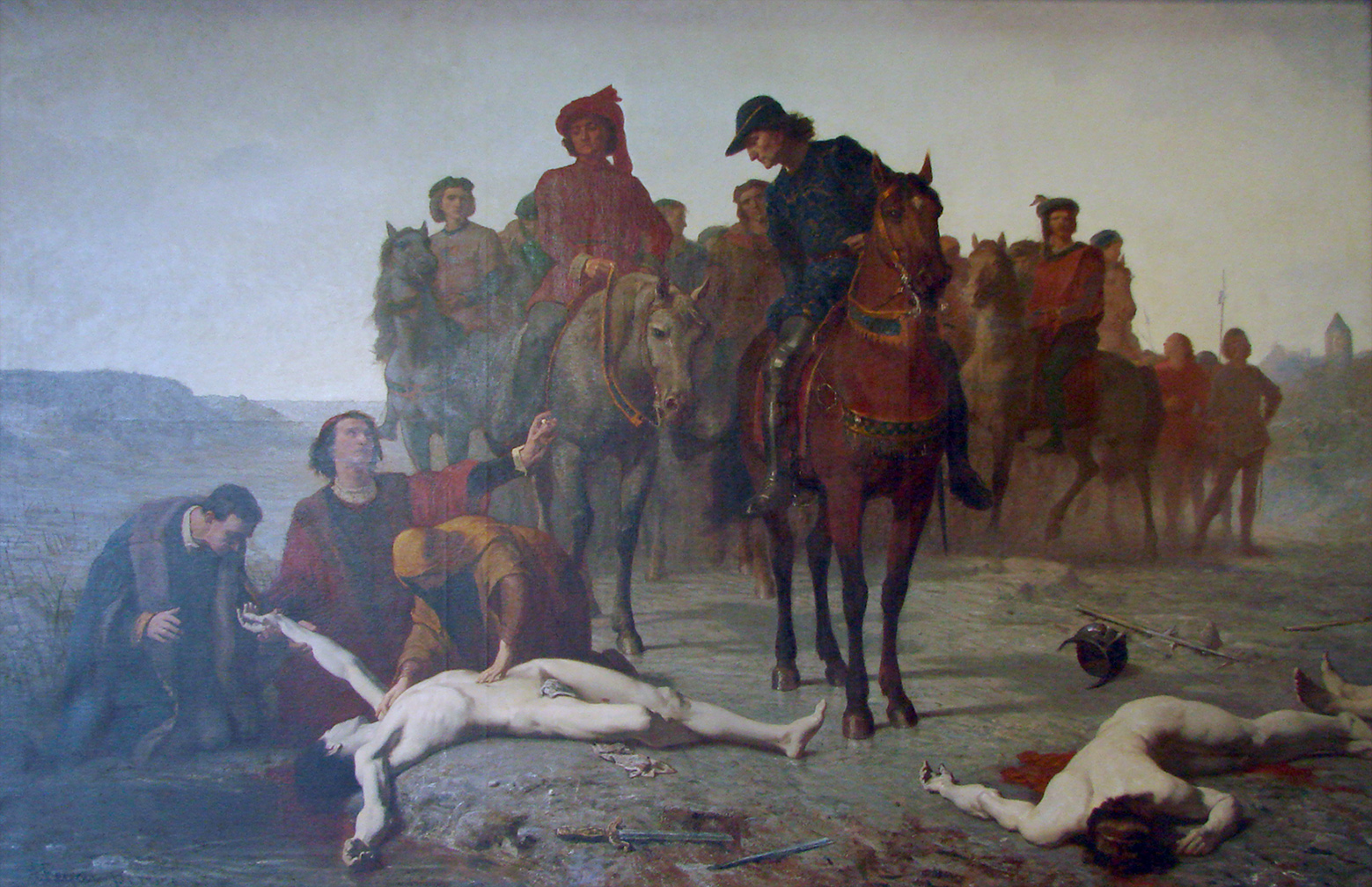
Le Téméraire retrouvé après la bataille de Nancy par Augustin Feyen-Perrin en 1865 - (musée des Beaux-Arts de Nancy).
Devant Grandson, perdit ses possessions. Devant Morat, le cœur brisa. Devant Nancy, perdit la vie. (Vieux dire suisse).

La forte personnalité du duc, que tous les chroniqueurs décrivent comme un personnage austère, vertueux et impitoyable, pieux et chaste, animé d'un sens de l'honneur exacerbé, incite ses contemporains — du XVe siècle — à lui attribuer des surnoms : ils l'appellent ainsi « le Travaillant », « le Hardi » voire « le Terrible » ou « le Guerrier », ou encore « le Téméraire », car ce terme est déjà rencontré vers 1484 sous la plume du chroniqueur Thomas Basin, évêque de Lisieux.
Cependant, s'ils mentionnent ces qualificatifs, aucun des chroniqueurs du XVe siècle ne les emploie de façon systématique et, dans leurs écrits, ce prince apparaît principalement sous le nom de « Charles de Bourgogne ».
L'adjonction d'un surnom permanent ne s'impose ainsi que fort lentement :
- au XVIIe siècle, le Grand dictionnaire historique de Louis Moreri consacre une rubrique à « Charles de Bourgogne, surnommé le Guerrier, le Hardi ou le Téméraire » ;
- au XVIIIe siècle, l'historien bénédictin dom Plancher le mentionne encore comme « Charles le Hardi » ;
- au XIXe siècle, à l'époque romantique, le surnom « le Téméraire » s'impose enfin en France et en Belgique.

## Ascendance
Charles le Téméraire est un prince bourguignon et du sang royal français, descendant et héritier direct de quatrième génération du roi de France Jean II le Bon et du duché de Bourgogne. Par sa mère, il s'enorgueillissait d'être du sang royal de Portugal, le petit-fils du roi Jean Ier de Portugal (le héros d'Aljubarrota) et le neveu de ses fils, les princes héros de la prise de Ceuta. Enfin, par la mère de sa mère (autrement dit, sa grand-mère maternelle) la reine Philippa de Lancastre, il est de sang Plantagenêt, un descendant du roi Édouard III d'Angleterre, lui-même petit-fils de Philippe IV le Bel, roi de France.

## Mariages et descendance
Charles a contracté trois mariages :
1. il épouse le 19 mai 1440 Catherine de France (1428-1446), fille du roi Charles VII de France (et de Marie d'Anjou) ; au mariage, son épouse a douze ans et lui six ; elle meurt à dix-huit ans ;
2. il épouse à Lille, le 30 octobre 1454, Isabelle de Bourbon (1437-1465), fille du duc Charles Ier de Bourbon ; Charles le Téméraire aurait préféré épouser Anne d'York (fille du duc Richard d'York, descendant direct du roi Édouard III d'Angleterre), mais son père lui a rappelé les termes du traité d'Arras, l'obligeant à épouser une princesse du sang de France ; quoi qu'il en soit, le mariage est heureux[76] et il en naît son seul enfant, la future duchesse Marie de Bourgogne le 13 février 1457 ;
3. il épouse le 2[77] ou 3 juillet 1468[78] Marguerite d'York (1446-1503) ; elle est la fille du duc Richard d'York (à l'origine de la guerre des Deux-Roses) et la sœur d'Édouard IV, alors roi d'Angleterre ; le mariage est célébré à Damme[77], l'avant-port de Bruges, par l'évêque de Salisbury ; puis suivent pendant dix jours, à Bruges même, des fêtes fastueuses qui constituent une promotion éclatante de l'État bourguignon.

Les épouses de Charles le Téméraire
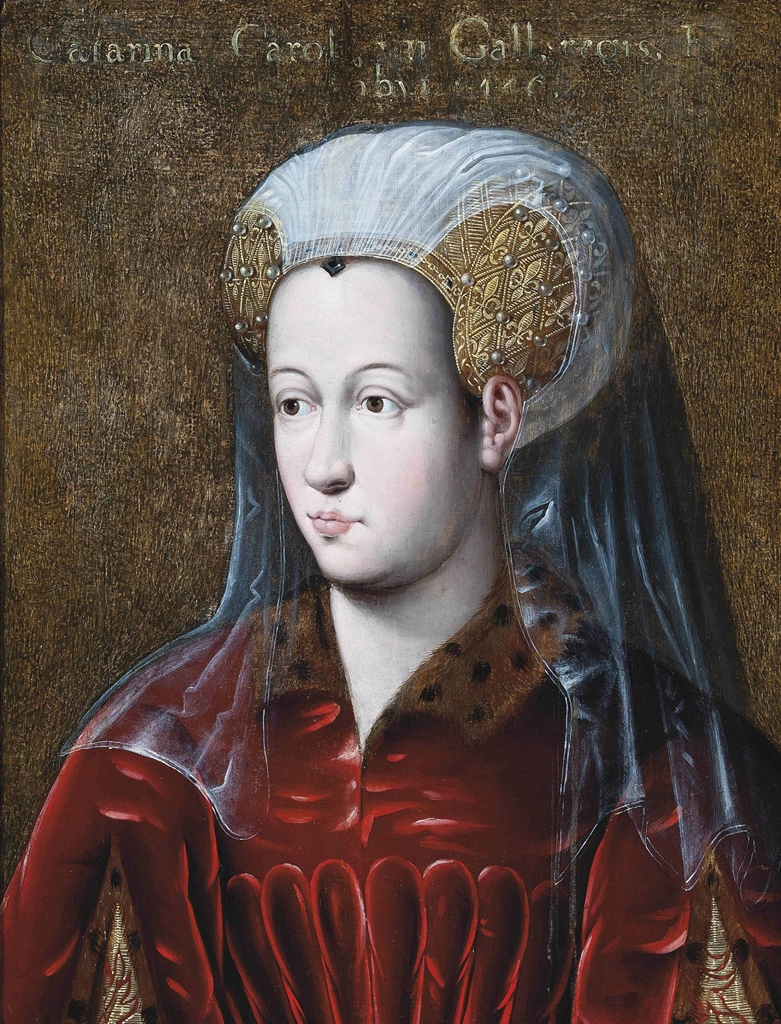
Catherine de France
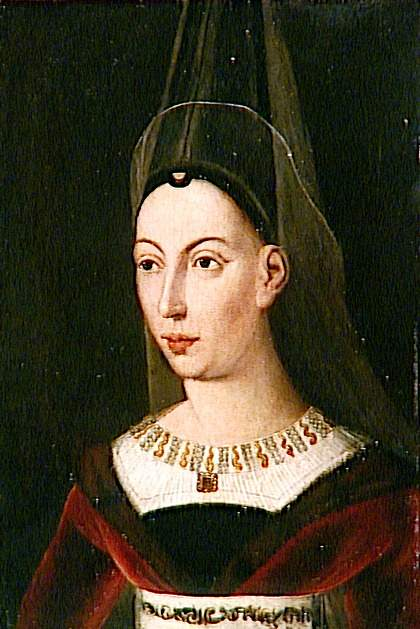
Isabelle de Bourbon
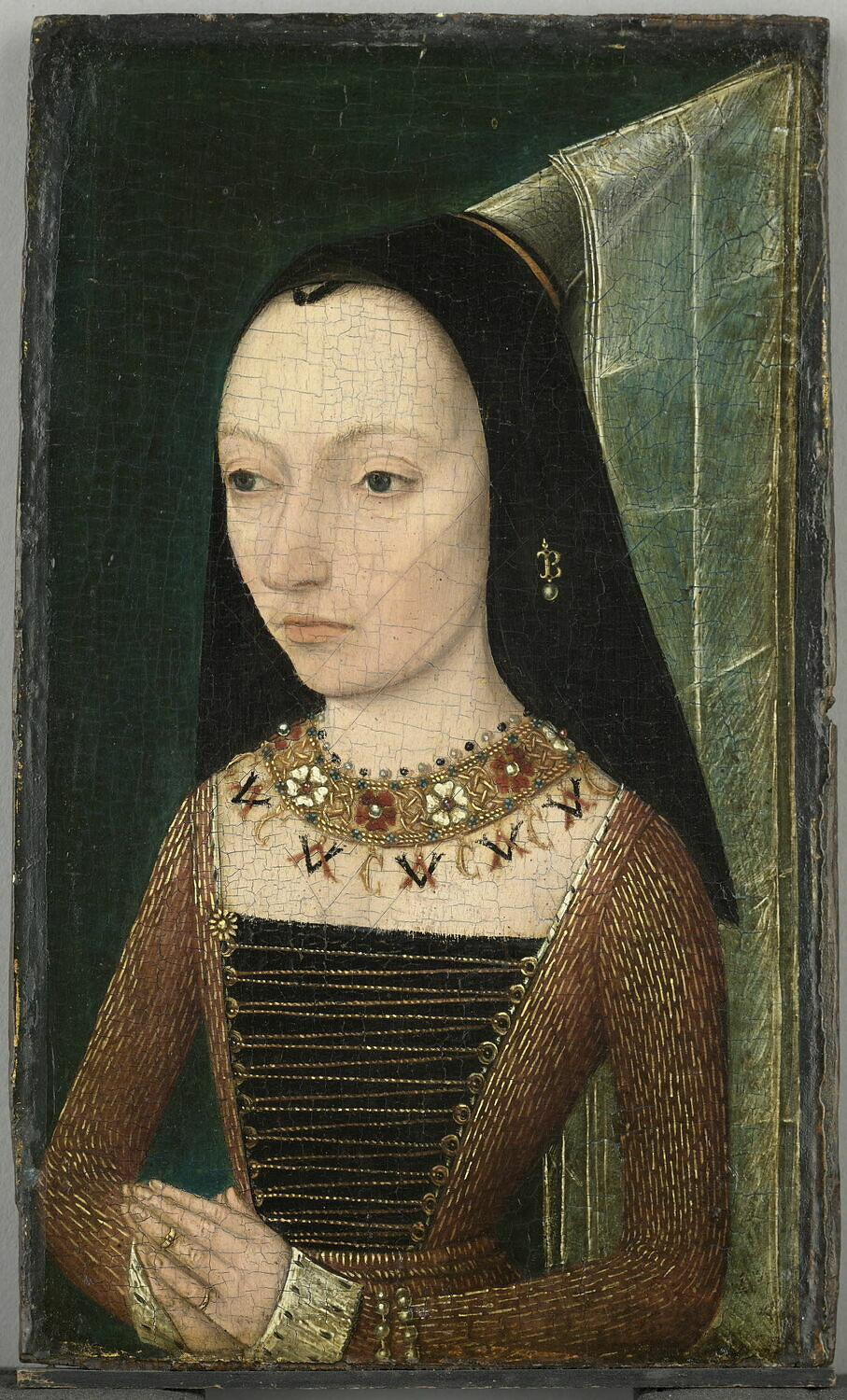
Marguerite d'York

Père de Marie de Bourgogne, Charles est l'arrière-grand-père de l'empereur romain-germanique et roi d'Espagne Charles Quint (1500-1558), donc l'ancêtre des Habsbourg d'Espagne. En effet, Marie de Bourgogne transmit ses possessions héréditaires — en grand danger d'être conquises par Louis XI — à la maison des Habsbourg d'Autriche, par son mariage avec le futur empereur romain-germanique Maximilien Ier de Habsbourg (1459-1519) ; et leur fils Philippe le Beau (1478-1506) épousa Jeanne d'Aragon, qui enfanta Charles Quint.
Charles le Téméraire aurait laissé des enfants naturels, mais les sources manquent,.

## Titres

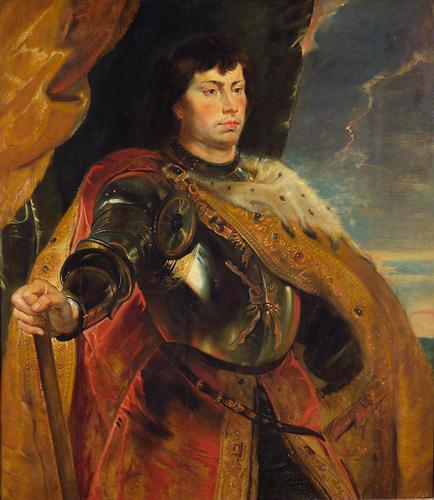
Charles le Téméraire par Rubens (vers 1618). Musée d'histoire de l'art à Vienne (Autriche).

Charles le Téméraire, gravure du XVIIe siècle.

Tous portés de 1467 à 1477, sauf indication contraire.
- Duc de Bourgogne
- Duc de Brabant (et souverain régnant de cet État ou « province »)
- Duc de Lothier (titre honorifique qui va de pair avec celui de duc de Brabant)
- Duc de Limbourg (et souverain régnant de cet État ou « province »)
- Duc de Luxembourg (et souverain régnant de cet État ou « province »)
- Duc de Gueldre (1473-1477) (et souverain régnant de cet État ou « province »)
- Comte de Flandre
- Comte d'Artois
- Comte de Bourgogne palatine (la Franche-Comté[N 13]) (et souverain régnant de cet État ou « province »)
- Comte de Hainaut (et souverain régnant de cet État ou « province »)
- Comte de Hollande (et souverain régnant de cet État ou « province »)
- Comte de Zélande (et souverain régnant de cet État ou « province »)
- Comte de Namur (et souverain régnant de cet État ou « province »)
- Comte de Vermandois
- Comte de Ponthieu
- Comte de Charolais (1433-1477)
- Comte d'Auxerre
- Comte de Mâcon
- Comte de Boulogne
- Comte de Zutphen (1473-1477) (et souverain régnant de cet État ou « province »)
- Marquis d'Anvers (et son souverain régnant)
- Seigneur de Frise

## Autres États sous influence
- Picardie (essentiellement, les villes de la Somme)
- Principauté de Liège
- Comté de Nevers
- Duché de Clèves
- Comté de Rethel
- Duché de Bouillon
- Évêché d'Utrecht
- Trois-Évêchés (Metz, Toul et Verdun)
- Duché de Bar
- Duché de Lorraine
- Comté de Montbéliard
- Principauté épiscopale de Bâle
- Landgraviat de Haute-Alsace (ancien comté de Sundgau)
- Pays de Brisgau

## Dans les arts et la culture

### Musique
- Le compositeur italien Giovanni Pacini  compose son opéra Carlo di Borgogna (it) en son honneur[80], dont la première représentation a eu lieu le 21 février 1835 à La Fenice de Venise.

### Littérature
- Charles le Téméraire de René Kalisky, (1975), Éd. Jacques Antoine
- Walter Scott, Quentin Durward, 1823.
- Walter Scott, Charles le Téméraire ou Anne de Geierstein, la fille du brouillard, 1829.
- Richard Beer-Hofmann s'est librement inspiré de la mort de Charles pour son drame Der Graf von Charolais (1904), porté plus tard à l'écran (1922).

### Filmographie
Charles le Téméraire apparaît dans des productions cinématographiques et télévisuelles historiques ou d'aventures :
- 1924 :
  - Yolanda de Robert G. Vignola avec Lyn Harding.
  - Le Miracle des loups de Raymond Bernard avec Jean-Émile Vanni-Marcoux.
- 1927 : L'Étrange Aventure du vagabond poète d'Alan Crosland avec Lawson Butt.
- 1955 : Les Aventures de Quentin Durward de Richard Thorpe avec Alec Clunes.
- 1956 : Le Roi des vagabonds de Michael Curtiz avec Tom Duggan.
- 1961 : Le Miracle des loups d'André Hunebelle avec Roger Hanin.
- 1971 : Quentin Durward de Jacques Sommet avec William Sabatier.